# Симфония № 15 (Шостакович)
Симфония № 15 ля мажор op. 141 — симфония Дмитрия Шостаковича, написанная в срок чуть более месяца, в течение лета 1971 г. в поселке Репино. Впервые исполнена в Москве 8 января 1972 года Большим симфоническим оркестром Центрального телевидения и Всесоюзного радио под управлением Максима Шостаковича.

## Структура
Симфония состоит из четырёх частей (две средние играют без перерыва) общей продолжительностью около 45 минут:
1. Allegretto
2. Adagio — Largo (attacca)
3. Allegretto
4. Adagio — Allegretto

В музыкальную ткань этой симфонии органично включены цитаты из оперы «Вильгельм Телль» Джоаккино Россини — в первой части и «Кольцо нибелунга» Рихарда Вагнера (так называемый «лейтмотив судьбы») — в финале. Присутствуют намеки на музыку Михаила Глинки, Густава Малера, Йозефа Гайдна (тема вступления 104 Симфонии). Также музыкальный материал в определённой степени перекликается с его предыдущими симфониями (начало симфонии № 1, интонации «эпизода нашествия» из «Ленинградской» симфонии № 7).

## Успех в США
Премьера в США состоялась в 1972 году, дирижёр Юджин Орманди. Симфония имела успех у публики. Например, режиссёр Дэвид Линч под звуки этой симфонии написал сценарий культового фильма «Синий бархат» (1986).